# Baraniec (powiat makowski)
Baraniec – wieś sołecka w Polsce położona w województwie mazowieckim, w powiecie makowskim, w gminie Karniewo.
W latach 1975–1998 miejscowość należała administracyjnie do województwa ciechanowskiego.